# کای لویبراند
کای لویبراند (انگلیسی: Kai Luibrand؛ زادهٔ ۲۴ آوریل ۱۹۹۴) بازیکن فوتبال اهل آلمان است.
از باشگاه‌هایی که در آن بازی کرده‌است می‌توان به باشگاه فوتبال کارلسروهه اشاره کرد.